# 1011

## Събития
- Построена е катедралата „Света София“ в Киев.

## Родени
- Петер Орсеоло, крал на Унгария